# Aprecesp
A Associação das Prefeituras das Cidades Estância do Estado de São Paulo (Aprecesp) é uma entidade privada que atua em prol do desenvolvimento turístico das estâncias do Estado de São Paulo. Fundada em 1985, a Aprecesp tem hoje 67 associadas e seu atual presidente é Antonio Luiz Colucci, prefeito de Ilhabela.
Os municípios considerados estâncias obtêm verbas específicas para investimentos em infraestrutura turística, repassadas pelo Departamento de Apoio ao Desenvolvimento das Estâncias (DADE) – vinculado à Secretaria de Turismo do Estado de S. Paulo. 

## Estâncias Paulistas[3]
Águas da Prata
Águas de Lindóia
Águas de Santa Bárbara
Águas de São Pedro
Amparo
Analândia
Aparecida
Atibaia
Avaré
Bananal
Barra Bonita
Batatais
Bertioga
Bragança Paulista
Brotas
Caconde
Campos do Jordão
Campos Novos Paulista
Cananéia
Caraguatatuba
Cunha
Eldorado
Embu das Artes
Estância Climática de Cunha
Guaratinguetá
Guarujá
Holambra
Ibirá
Ibitinga
Ibiúna
Iguape
Igaraçu do Tietê
Ilha Comprida
Ilha Solteira
Ilhabela
Itanhaém
Itu
Joanópolis
Lindóia
Mongaguá
Monte Alegre do Sul
Morungaba
Nuporanga
Olímpia
Paraguaçu Paulista
Paranapanema
Pereira Barreto
Piraju
Peruíbe
Poá
Praia Grande
Presidente Epitácio
Ribeirão Pires
Salesópolis
Salto
Santa Fé do Sul
Santa Rita do Passa Quatro
Santo Antonio do Pinhal
Santos
São Bento do Sapucaí
São José do Barreiro
São Luiz do Paraitinga
São Pedro
São Roque
São Sebastião
São Vicente
Serra Negra
Socorro
Tremembé
Tupã
Ubatuba